# Bên trên tầng lầu
"Bên trên tầng lầu" là một ca khúc được sáng tác và trình bày bởi ca sĩ - nhạc sĩ Tăng Duy Tân. Mặc dù đã sáng tác nhiều ca khúc và thành công, tuy nhiên, "Bên trên tầng lầu" lại chính là ca khúc đánh dấu tên tuổi và giúp cho khán giả biết đến anh nhiều hơn. Ca khúc đã được Tân sáng tác trong giai đoạn Việt Nam phải giãn cách xã hội vì COVID-19. Sau khi phát hành lần đầu tiên vào ngày 10 tháng 6 năm 2022, ca khúc đã tạo nên làn sóng ảnh hưởng trên các nền tảng mạng xã hội như TikTok, YouTube... tại Việt Nam. Tại Giải thưởng Làn Sóng Xanh 2022, ca khúc đã đoạt giải "Bài hát hiện tượng" và "Top 10 ca khúc được yêu thích nhất" của năm. Đồng thời, trở thành "Bài hát của năm" cho Giải thưởng Cống hiến 2023.

## Sản xuất
"Bên trên tầng lầu" đã được Tăng Duy Tân sáng tác trong giai đoạn Việt Nam phải giãn cách xã hội do ảnh hưởng từ đại dịch COVID-19 và được viết về chính anh trong giai đoạn bản thân rơi vào trạng thái trầm cảm. Anh chia sẻ, "Tôi từng cố gắng cầu cứu ai đó giúp mình thoát khỏi cảm giác bị mắc kẹt [...]. Ai cũng như mình hết thì biết cầu cứu ai bây giờ?". Mặc dù ca khúc có tên là "Bên trên tầng lầu" nhưng trong lời bài hát lại không hề có cụm từ "tầng lầu". Nam ca sĩ kiêm nhạc sĩ đã chia sẻ ngụ ý tầng lầu là "nội tâm của chúng ta". Bài hát đã được pha trộn giữa hai dòng nhạc là deep house và pop. Do được sáng tác trong giai đoạn phải giãn cách xã hội nên ca khúc thường có những câu từ nhưng "đừng khóc", "đừng lo" hay "em đâu thể mãi đau" nhằm động viên người nghe đối diện thực tại và vượt qua mọi gian nan, thử thách.
Đến ngày 10 tháng 6 năm 2022, video lời bài hát "Bên trên tầng lầu" đã được Tăng Duy Tân ra mắt trên kênh YouTube cá nhân. Sau đó hơn một tháng, vào ngày 14 tháng 7 thì video âm nhạc cho ca khúc chính thức được công bố. Tuy nhiên, không giữ giai điệu, trong video âm nhạc mới ca khúc đã được phối lại bởi Th BAP.

## Tiếp nhận
Mặc dù đã ra mắt nhiều ca khúc và thành công, tuy nhiên "Bên trên tầng lầu" lại mới là ca khúc giúp Tăng Duy Tân được đông đảo khán giả biết đến. Theo chia sẻ của nam ca sĩ, ca khúc đã giúp bản thân anh có thu nhập gấp ba lần so với trước đó.

### Đánh giá
Sau khi thành công với "Bên trên tầng lầu" tờ báo VnExpress đã phân tích và kể lại hành trình của anh. Đồng thời, dẫn lời nhận xét, gọi nam ca sĩ là "hiện tượng mới của làng nhạc". Tạp chí Thương hiệu và Pháp luật cũng đã đề cập và gọi ca khúc sở hữu "giai điệu bắt tai", "ca từ lôi cuốn". Đây là một trong những lý do ca khúc được nhiều người hâm mộ yêu thích. Tiến Vũ của tờ Tuổi Trẻ đã cho rằng các sáng tác của Tân "thường ngắn gọn, súc tích, thuần Việt và đặc biệt chú trọng việc gieo vần". Bài báo cũng đã so sánh ca khúc cùng "See Tình", "Ngẫu hứng", "Hai phút hơn"... khi đưa âm nhạc của Việt Nam đến với thế giới.

### Văn hóa đại chúng
Vào ngày 1 tháng 3 năm 2023, trong đề thi học sinh giỏi cấp tỉnh của tỉnh Hậu Giang đã trích dẫn hai câu hát trong ca khúc "Bên trên tầng lầu" trở thành câu một trong phần nghị luận xã hội. Đề bài đã yêu cầu thí sinh "trình bày suy nghĩ [...] về bài học cuộc sống mà em tâm đắc được gợi ra từ những lời hát [...]". Tuy nhiên, việc đưa lời bài hát vào đề thi đã tạo nên làn sóng tranh cãi khi một bên ủng hộ vì cho rằng nó dễ dàng tiếp cận tới giới trẻ và một bên phản đối vì lời bài hát không phù hợp để đưa vào đề thi. Nhiều bản phối hay hát lại sau đó của "Bên trên tầng lầu" cũng đã trở nên nổi tiếng trên mạng xã hội.
Trước đó, trong một buổi diễn của mình vào tháng 9 năm 2022, Uyên Linh đã trình diễn một đoạn của "Bên trên tầng lầu". Tuy nhiên, sau đó phía ê-kíp sản xuất của Tăng Duy Tân đã lên tiếng xác nhận nữ ca sĩ chưa xin phép bản quyền. Ngay sau khi tranh cãi nổ ra, phía Uyên Linh đã lên tiếng xin lỗi và giải thích với Tăng Duy Tân khi chỉ sử dụng ca khúc một cách ngẫu hứng.

## Bảng xếp hạng
Tính đến ngày 8 tháng 8 năm 2022, ca khúc đã đạt 147 triệu lượt xem trên TikTok và lọt top xu hướng trên nền tảng mạng xã hội này. Đồng thời, cán mốc 17 triệu lượt xem sau một tháng phát hành trên YouTube. "Bên trên tầng lầu" cũng đã lần lượt đứng đầu Top Vietnamese Songs và Hot 100 Billboard Việt Nam hay lọt top thịnh hành của YouTube thế giới.
| Bảng xếp hạng (2022)             | Vị trí cao nhất |
| Việt Nam                         | Việt Nam        |
| -------------------------------- | --------------- |
| Trending TikTok                  | 1               |
| Top 100 Apple Music              | 1               |
| Top 100 NhacCuaTui               | 1               |
| iTunes                           | 1               |
| Trending YouTube                 | 2               |
| Billboard (Top Vietnamese Songs) | 1               |
| Hot 100 Billboard Việt Nam       | 1               |
| Thế giới                         |                 |
| Trending YouTube                 | 91              |

## Giải thưởng
| Năm  | Giải thưởng        | Hạng mục                             | Kết quả   | Ghi chú       |
| ---- | ------------------ | ------------------------------------ | --------- | ------------- |
| 2022 | Làn Sóng Xanh 2022 | "Top 10 ca khúc được yêu thích nhất" | Đoạt giải | [ 18 ]        |
| 2022 | Làn Sóng Xanh 2022 | "Bài hát hiện tượng"                 | Đoạt giải | [ 18 ]        |
| 2022 | Mai Vàng           | "Ca khúc của năm"                    | Đoạt giải | [ 19 ]        |
| 2023 | Giải Cống hiến     | "Ca khúc của năm"                    | Đoạt giải | [ 20 ] [ 21 ] |